# Ricardo Cortés Lastra
Ricardo Cortés Lastra, né le 23 septembre 1969 à Castro-Urdiales, est un homme politique espagnol membre du Parti socialiste ouvrier espagnol (PSOE).
Il devient député de la circonscription de Cantabrie en septembre 2016.

## Biographie

### Vie privée
Divorcé, il est père de deux enfants.

### Études et profession
Il réalise ses études supérieures à l'université du Pays basque (UPV) où il obtient une licence en droit. Il complète sa formation à l'IESE Business School où il acquiert le diplôme d'études avancées de droit international public et en relations internationales ainsi qu'un master en gestion publique. Il possède également un diplôme en commerce extérieur délivré par la chambre de commerce de Bilbao, un diplôme en développement et coopération internationale de la faculté d'Économie de l'UPV et une certification de l'université de Deusto en matière des droits de l'homme.
Avocat exerçant à l'international, il travaille pour l'association Presos Españoles en el Extranjero entre 2001 et 2003. Associé du cabinet Cremades & Calvo Sotelo durant le premier semestre de l'année 2015, il crée son propre cabinet spécialisé en développement durable et en projets internationaux peu après. Membre du conseil consultatif de l'Institut de la coopération et du développement humain de l'université Camilo José Cela, il est membre de la direction du conseil fédéral espagnol du mouvement européen.

### Ascension au sein du PSOE
Appelé par le PSOE en 2003, on lui confie la mission d'établir la structure du parti en Amérique latine et en Europe — donnant notamment naissance au PSOE Europa — et d'organiser l'ensemble des campagnes électorales du parti à l'étranger jusqu'en 2013. En 2004, il est choisi par le secrétaire à l'Organisation José Blanco pour devenir son chef de cabinet. Il abandonne cette fonction trois ans plus tard, en 2007, lorsqu'il est nommé directeur exécutif de la fondation Españoles en el Mundo.

### Député européen
Dans le cadre des élections européennes de juin 2009, il est investi en 21e position sur la liste conduite par Juan Fernando López Aguilar. Il est élu au Parlement européen après que le parti a remporté exactement 21 mandats. Au cours de la 7e législature, il siège sur les bancs de l'Alliance progressiste des socialistes et démocrates (S&D). Entre septembre 2009 et décembre 2010, il occupe les fonctions de vice-président de la délégation à l'Assemblée parlementaire euro-latino-américaine. Il démissionne à cette date pour devenir président de la délégation à la commission parlementaire mixte Union européenne-Mexique et est, à ce titre, membre de la conférence des présidents des délégations. Il est membre de la commission du développement. Durant son mandat, il rédige trois rapports : l'un sur la contribution de la politique de cohésion à la réalisation des objectifs de Lisbonne et de la stratégie UE 2020, un deuxième sur la définition d'une nouvelle coopération au développement de l'Amérique latine et un dernier sur le projet de décision du Conseil sur les relations entre l'UE et le Groenland et le Danemark.
Il se présente à nouveau lors du scrutin de mai 2014 et est remonté à la 18e place sur la liste menée par Elena Valenciano. Il perd son mandat après que le parti n'a conservé que 14 sièges, soit une perte de neuf mandats par rapport au scrutin précédent, en raison de l'adoption du Traité de Lisbonne. Il retourne alors travailler dans le privé.

### Député au Congrès
Dans l'optique des élections générales de décembre 2015, il est investi en deuxième position sur la liste de Puerto Gallego dans la circonscription de Cantabrie où cinq sièges sont en jeu. Le soir du scrutin, celle-ci obtient un score de 22,41 % des voix se traduisant en un seul siège. La même situation se répète après la tenue des élections anticipées de juin 2016. En septembre suivant cependant, Gallego est mise en examen par le Tribunal suprême, accusée de prévarication pour fractionnement de contrats. Il devient automatiquement député après la démission de celle-ci, le 16 septembre.
Réservé quant à une possible abstention permettant au président du gouvernement conservateur sortant Mariano Rajoy de pouvoir constituer son deuxième gouvernement et ainsi éviter une deuxième répétition des élections, il est choisi par la fédération socialiste de Cantabrie pour occuper la place dévolue à cette section dans la nouvelle commission exécutive fédérale constituée sous la présidence de l'asturien Javier Fernández après la démission du secrétaire général Pedro Sánchez, partisan du « non ». Il se charge alors du portefeuille de l'Union européenne et de la Politique internationale, en remplacement d'Iratxe García et Carme Chacón. Il est alors choisi comme porte-parole parlementaire à la commission de la Défense à la place de Zaida Cantera et membre titulaire de la députation permanente. En juin 2017, après la victoire de Pedro Sánchez lors du 39e congrès fédéral, il est relevé de ses responsabilités parlementaires et destiné à occuper deux postes institutionnels dans les bureaux de deux commissions. Il devient alors premier vice-président de la commission bicamérale chargée des Relations avec le Tribunal des comptes en remplacement d'Artemi Rallo et deuxième secrétaire de la commission des Affaires étrangères à la place de José Miguel Camacho. Membre de la commission bicamérale pour la sécurité nationale, il est élu premier vice-président de la délégation espagnoles à l'Assemblée parlementaire de l'OTAN en février 2017.
En avril 2018, il annonce sa candidature aux primaires internes visant à désigner l'aspirant du parti à la présidence de la communauté autonome de Cantabrie à l'occasion des élections de mai 2019,. Il est finalement défait par son rival Pablo Zuloaga un mois plus tard après avoir remporté un peu plus de 32 % des voix face aux 67 % du secrétaire général du PSC-PSOE. Il ne se représente pas lors des élections générales d'avril 2019 et met un terme à sa carrière politique.